# Кента Кобаяши
Кента Кобаяши (小林 健太 Kobayashi Kenta, роден на 12 март 1981) е японски професионален кечист, най-добре познат под името Кента. Той подписва с американската професионална кеч компания WWE. Бивш аматьор кикбоксьор. Стилът на Кобаяши вклчва силни ритници и удари.